# Lomtjärnen (Fryksände socken, Värmland)
Lomtjärnen är en sjö i Torsby kommun i Värmland och ingår i Göta älvs huvudavrinningsområde.